# 品麗珠

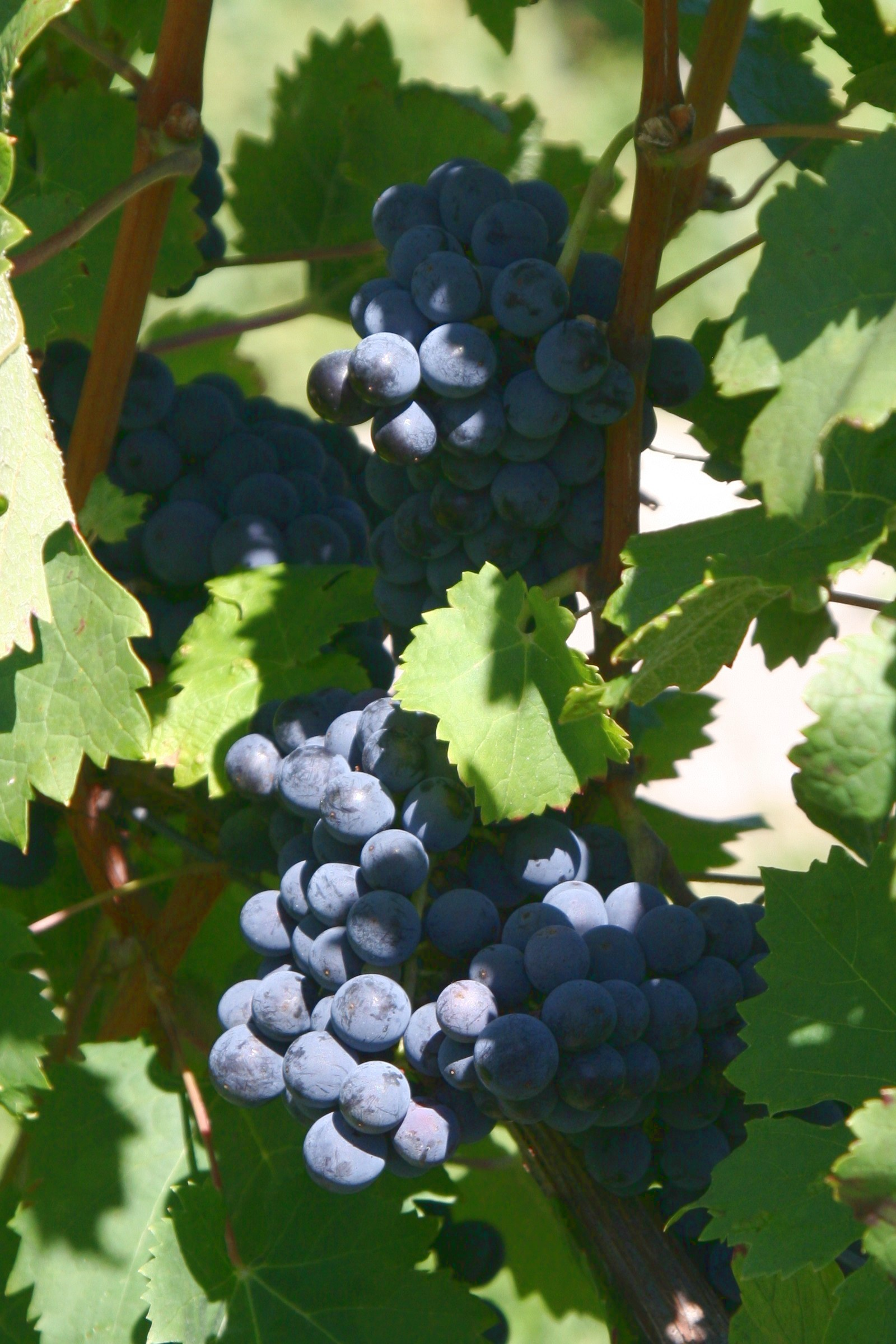
品丽珠

卡本內弗朗（法語：Cabernet Franc）是酿酒葡萄品種之一，与梅洛、赤霞珠同属卡梅內滋一族，所釀製的紅葡萄酒柔順易飲，口感細膩，單寧平衡，果香浓郁具覆盆子、櫻桃，或黑醋栗、紫羅蘭、菜蔬的味道，有時會帶有明顯的削鉛筆氣味。不同產區的香氣會有差別，冷涼產區往往會具有青椒氣味，而紫羅蘭氣息則是卡本內弗朗品種識別的主要典型特徵。
在法國波爾多，由於赤霞珠葡萄釀出的葡萄酒結構太強，需要丹寧稍少，結構稍弱的卡本內弗朗來調和，使之結構適中，且又耐陳釀。對於梅洛，品麗珠豐富的果香可以使其釀出的酒香氣更濃郁，更具有層次感。因此，卡本內弗朗在法國波爾多主要用來與其它品種如卡本內蘇維翁、梅洛等配合以生產出高品質的紅葡萄酒。卡本內弗朗的最大特色是单宁细腻、果香浓，含酸量高于其他品种。我们可以理解卡本內蘇維翁的单宁是黑巧克力、梅洛的单宁像天鹅绒、卡本內弗朗就像丝绸一般。

## 历史－发展
卡本內弗朗的来源不明但人们认为他应该是西南产区原产的品种、他是卡本內蘇維翁的亲本。近年来种植面积适中保持在36000公顷左右。最有名的代表是圣爱美浓的白马酒庄，他们的卡本內弗朗占据60%。另外卡本內弗朗在圣爱美浓当地被叫做布歇（Bouchet）。
衍生品種近100种。

## 种植
嫩叶呈浅绿色、边缘呈铜色。成叶色深有3-5个叶裂、深度中等呈U行。背面容貌稀疏。果实圆形粒小。
卡本內弗朗生命力十分旺盛，比赤霞珠的耐寒性更強，適合種植於石灰質黏土中，或者排水條件較好的沙質土壤裡。架式应以中度及短剪枝为宜。
卡本內弗朗果實小，顏色較淺，成熟時間適中，容易完全成熟，但由於其發芽期和成熟期都比赤霞珠早一些，因而易受病蟲害的侵擾。
相較於赤霞珠，由於果皮較薄，且酸度較低，酒體也較輕，口感柔和。

## 酿造
卡本內弗朗的酿造过程中酿酒师通常会采用一种名叫放血的工艺，把发酵罐中的一部分正在浸渍的葡萄汁放出来单独发酵桃红葡萄酒。好处是可以浓缩原本的干红，并且生产出果香浓郁色泽诱人的粉红葡萄酒。

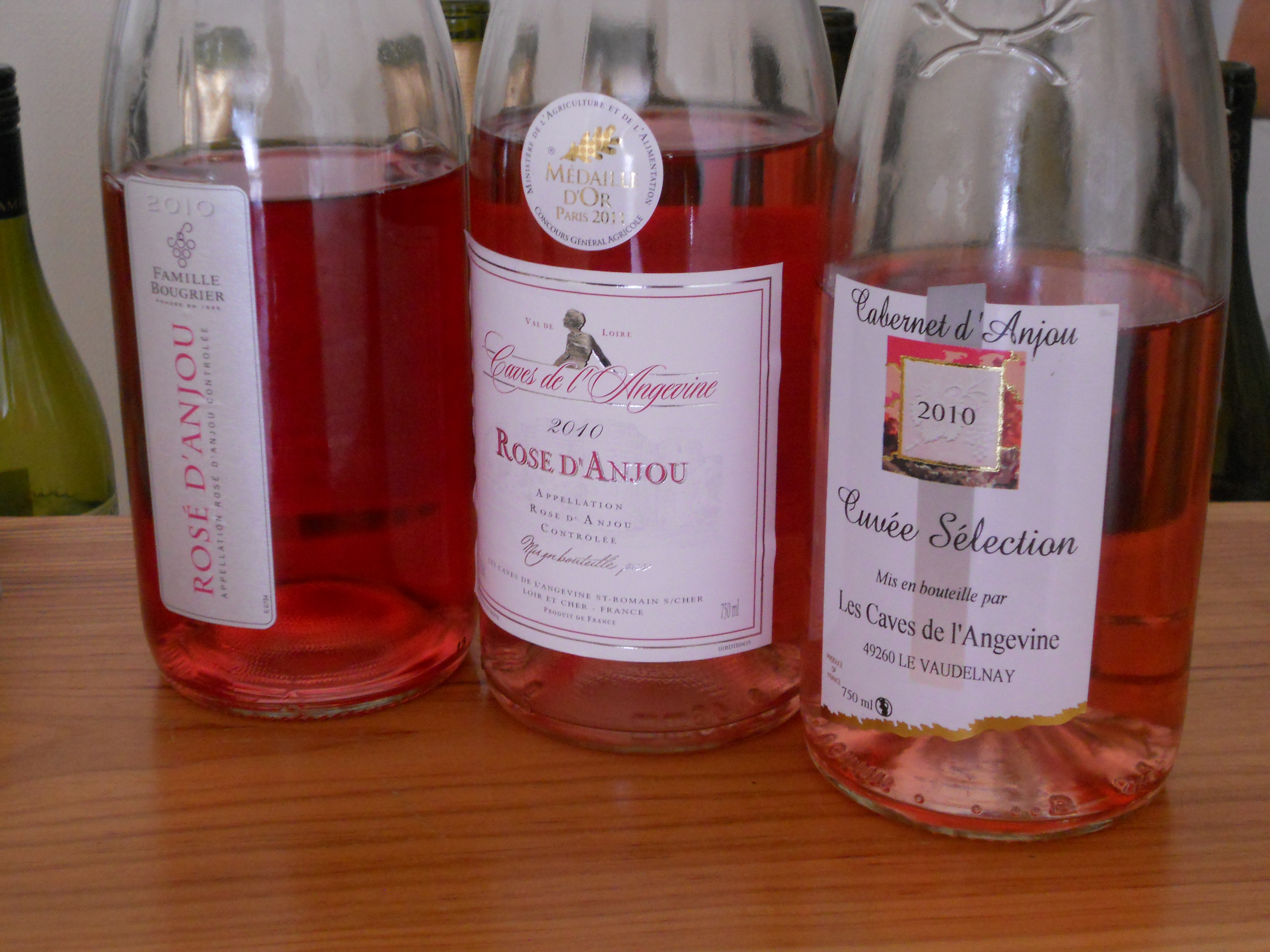
卢瓦尔产区的桃红

在波尔多卡本內弗朗混合其他品种的传统一致流传至今。卡本內蘇維翁带来骨架、梅洛带来的是优雅的单宁、卡本內弗朗带来的是芬芳的果香、其他品种就是增加复杂度。

## 產區
卡本內弗朗在全球有45000公顷的种植面积，其中波尔多占36000公顷。之后是卢瓦尔河谷，当地（chinon、saumur、anjour）常常使用卡本內弗朗酿制果香浓郁的粉红葡萄酒。
意大利种植面积大概有5700公顷、是一些产区doc法定品种。
在中国宁夏贺兰山东麓有少量种植，因为气候炎热干燥酿造出来的酒色深浓郁不像传统的法国卡本內弗朗。